# McCreary County
McCreary County ist ein County im US-Bundesstaat Kentucky. Das U.S. Census Bureau hat bei der Volkszählung 2020 eine Einwohnerzahl von 16.888 ermittelt.
Der Verwaltungssitz (County Seat) ist Whitley City, das nach Colonel William Whitley benannt wurde. Das County gehört zu den Dry Countys, was bedeutet, dass der Verkauf von Alkohol eingeschränkt oder verboten ist.

## Geographie
Das County liegt im Südosten von Kentucky, grenzt im Süden an den Bundesstaat Tennessee und hat eine Fläche von 1115 Quadratkilometern, wovon acht Quadratkilometer Wasserfläche sind. Es grenzt im Uhrzeigersinn an folgende Countys: Pulaski County, Laurel County, Whitley County,  und Wayne County.

## Geschichte
McCreary County wurde am 12. März 1912 aus Teilen des Pulaski County, Wayne County und Whitley County gebildet. Benannt wurde es nach dem Gouverneur James B. McCreary.
Zwei Stätten des Countys sind im National Register of Historic Places eingetragen (Stand 12. Oktober 2017).

## Demografische Daten
Nach der Volkszählung im Jahr 2000 lebten im McCreary County 17.080 Menschen. Davon wohnten 429 Personen in Sammelunterkünften, die anderen Einwohner lebten in 6.520 Haushalten und 4.753 Familien. Die Bevölkerungsdichte betrug 15 Einwohner pro Quadratkilometer. Ethnisch betrachtet setzte sich die Bevölkerung zusammen aus 97,99 Prozent Weißen, 0,63 Prozent Afroamerikanern, 0,42 Prozent amerikanischen Ureinwohnern, 0,02 Prozent Asiaten, 0,01 Prozent Bewohnern aus dem pazifischen Inselraum und 0,20 Prozent aus anderen ethnischen Gruppen; 0,73 Prozent stammten von zwei oder mehr Ethnien ab. 0,62 Prozent der Bevölkerung waren spanischer oder lateinamerikanischer Abstammung.
Von den 6.520 Haushalten hatten 35,7 Prozent Kinder und Jugendliche unter 18 Jahre, die bei ihnen lebten. 54,5 Prozent waren verheiratete, zusammenlebende Paare, 13,8 Prozent waren allein erziehende Mütter, 27,1 Prozent waren keine Familien, 24,7 Prozent waren Singlehaushalte und in 8,4 Prozent lebten Menschen im Alter von 65 Jahren oder darüber. Die Durchschnittshaushaltsgröße betrug 2,55 und die durchschnittliche Familiengröße lag bei 3,03 Personen.
Auf das gesamte County bezogen setzte sich die Bevölkerung zusammen aus 27,7 Prozent Einwohnern unter 18 Jahren, 9,8 Prozent zwischen 18 und 24 Jahren, 28,2 Prozent zwischen 25 und 44 Jahren, 23,7 Prozent zwischen 45 und 64 Jahren und 10,6 Prozent waren 65 Jahre alt oder darüber. Das Durchschnittsalter betrug 34 Jahre. Auf 100 weibliche Personen kamen 96,9 männliche Personen. Auf 100 Frauen im Alter von 18 Jahren alt oder darüber kamen statistisch 93,8 Männer.
Das jährliche Durchschnittseinkommen eines Haushalts betrug 19.348 USD, das Durchschnittseinkommen der Familien betrug 22.261 USD. Männer hatten ein Durchschnittseinkommen von 20.823 USD, Frauen 15.575 USD. Das Prokopfeinkommen betrug 9.896 USD. 26,1 Prozent der Familien und 32,2 Prozent der Bevölkerung lebten unterhalb der Armutsgrenze. Davon waren 40,5 Prozent Kinder oder Jugendliche unter 18 Jahre und 27,3 Prozent waren Menschen über 65 Jahre.

## Orte im County
- Barthell
- Bauer
- Beulah Heights
- Blue Heron
- Comargo
- Co-Operative
- Creekmore
- Fidelity
- Flat Rock
- Funston
- Gilreath
- Greenwood
- Hickory Grove
- Hill Top
- Hollyhill
- Honeybee
- Marshes Siding
- Nevelsville
- Oz
- Pine Knot
- Revelo
- Sawyer
- Silerville
- Slavans
- Smith Town
- Stearns
- Strunk
- White Oak Junction
- Whitley City
- Wiborg
- Worley
- Yamacraw